# ソウル・アサイラム
ソウル・アサイラム（Soul Asylum）は、アメリカ合衆国のオルタナティヴ・ロック・バンドで、1983年にミネソタ州ミネアポリスで結成された 。
このバンドの前身は、1981年に結成したラウド・ファースト・ルールズ (Loud Fast Rules) というバンドで、最初のメンバーはダン・マーフィー (Vo)、デイヴ・パーナー (G)、カール・ミュラー (B) とパット・モーリー (Dr) だった。1984年にグランド・ヤング (Dr) がモーリーと交替して加入した。バンドはツイン・トーン・レコードから3枚、A&Mレコードから2枚のアルバムを発表したが大きな成功へは結び付けられなかった。しかし、1992年に発表したアルバム『Grave Dancers Union』はトリプル・プラチナ・ディスクを認定される成功となり、シングル「ランナウェイ・トレイン」(Runaway Train) で第36回グラミー賞 最優秀ロック・ソングを受賞した。翌年、ビル・クリントンの就任式でバンドは演奏した。3年後に発表したアルバム『Let Your Dim Light Shine』は、プラチナ・ディスクを認定された。1998年にはアルバム『Candy From A Stranger』を録音した。2004年にはミュラーががんと診断され、バンドは彼のためにチャリティコンサートを開催した。ミュラーは1年後に亡くなった。2006年にバンドはアルバム『The Silver Lining』を発表した。

## 来歴
グループの前身となるバンドであるラウド・ファースト・ルールズは、1981年にドラマーのデイヴ・パーナー、ギタリストでコーラス担当のダン・マーフィー、ベーシストのカール・ミュラーによって結成された。パーナーはリード・ボーカルとギター担当へ転向し、代わりにパット・モーリーがドラマーとして加入した。
ラウド・ファースト・ルールズ時代に、1992年にインディ・レーベルよりカセットのコンピレーション『Barefoot and Pregnant』へ2曲を提供している。
また、同じレーベルのコンピレーション『Kitten』には、Proud Crass Fools名義で彼らのライヴ音源が収録されている。
ソウル・アサイラムはミネアポリスやセントポールで活動を始めている。
9曲が収録された1984年の1stアルバム『Say What You Will... Everything Can Happen』は、地元のレコードレーベルであるツイン・トーン・レコードからLPとカセットで発売された。このアルバムは廃盤となったが、後に5曲追加されてCDで『Say What You Will, Clarence...Karl Sold the Truck』という名前で再発売された。2ndアルバム『Say What You Will』を発表前に、モーリーの代わりにグランド・ヤングがドラム担当としてグループへ加入した。ソウル・アサイラムは1986年に3枚のアルバム『Made To Be Broken』、『Time's Incinerator』、『While You Were Out』を発表した。
バンドの初期は他のアメリカン・バンドのツアーに同行してオープニング・アクトを務めることが多かった。1986年前半には同じミネアポリスのバンドであるハスカー・ドゥのツアーでヘッドライナーを務めた。
グループは1988年にA&Mレコードと契約した。そこから発表した1989年の『Clam Dip & Other Delights』は、A&Mレコードの創設者の一人ハーブ・アルパートの『Whipped Cream & Other Delights』のパロディである。1988年に『Hang Time』を、1990年に『And the Horse They Rode in On』（プロデューサーはスティーヴ・ジョーダン）を発売した。しかし、セールスが不振だったこともあり、グループは解散を検討した。
1990年代前半、バンドはコロムビア・レコードと契約した。1992年に発表したアルバム『Grave Dancers Union』は、バンドにとって最も売れたアルバムとなった。1993年1月20日、グループはアメリカ合衆国大統領のビル・クリントンの就任式で演奏した。さらに1993年、バンドはエイズのチャリティアルバム『No Alternative』に、楽曲「Sexual Healing」（マーヴィン・ゲイのカバー）を提供した。1993年の夏には、キーボード奏者のジョーイ・ハフマンがバンドに加入した。ハフマンはマッチボックス・トゥエンティへ加入するまで、バンドに帯同した。ハフマンの演奏は『Let Your Dim Light Shine』、『After the Flood: Live from the Grand Forks Prom, June 28, 1997』、『The Silver Lining』にて録音されている。1994年にソウル・アサイラムの楽曲「Runaway Train」は第36回グラミー賞 最優秀ロック・ソングを受賞した。「Runaway Train」のミュージック・ビデオは、実際に行方不明となっている子供たちの写真と名前を次々と映す構成で、ビデオの終わりにパーナーが「この子供たちの一人をあなたが見た場合、もしくはあなたがこの子供自身だった場合は、この電話番号に電話してください」と呼びかけて行方不明の子供たちのヘルプラインの電話番号を表示する内容となっている。アメリカ合衆国の外で使用された場合は、その地域の行方不明の子供たちの写真の内容にビデオは置き換えられた。ビデオは、数人の子供たちが家族と再会するのに貢献した。
次のスタジオアルバムの前に、ドラマーのグラント・ヤングは解雇され、代わりにスターリン・キャンベルが加入した。キャンベルは『Grave Dancers Union』の半数の曲で既にドラムを担当していたが、パーカッション担当と公表されていた。次のスタジオアルバム『Let Your Dim Light Shine』では、楽曲「Misery」がトップ20に入るヒットとなったが、アルバム自体は前作に売上は及ばなかった。1997年、ノースダコタの学生たちのために、ソウル・アサイラムはチャリティ・コンサートを開催した。その演奏内容の一部が、『After the Flood: Live from the Grand Forks Prom, June 28, 1997』として2004年に発売された。翌年、バンドはスタジオ・アルバム『Candy from a Stranger』を発表した。このアルバムは売上的には失敗で、バンドはコロンビア・レコードとの契約を解除されてしまった。パーナーは以下のように語っている。「口にするのは少し悲しいことだが、グランジ・ロックバンドはもう飽和していて、人々は新しい何かをさがしていると感じた。」「僕らはどれほど遠くに、どんな方法で行くつもりなのか、何が正しい道なのか、誤っているのかを、見直す必要があった。ちょっと棚卸しをするべき時だった。」
パーナーは、長年のソウル・アサイラム・ファンである映画監督のケヴィン・スミスと親しくなった。そして、ソウル・アサイラムはケヴィン・スミス監督の3本の映画『クラークス』、『クラークス2/バーガーショップ戦記』、『チェイシング・エイミー』に楽曲を提供した。また、スミスは楽曲「Can't Even Tell」のミュージックビデオの監督をつとめ、その曲は『クラークス』のサウンドトラックに収録された。
2004年5月、ベーシストのミュラーが食道癌と診断されて治療を受けた。2004年10月には、ミネアポリスのナイトクラブでミュラーのためのチャリティ・コンサートが開催され、ソウル・アサイラムを含む多くの地元のアーティストが演奏した。チャリティの収益は5万ドルを超えた。ミュラーの癌はその頃寛解期で、バンド仲間と一緒に演奏した。そして、ミュラーは彼にとって最後となるソウル・アサイラムのアルバム『The Silver Lining』の録音に参加した。しかし、2005年6月17日に、ミュラーは自宅で亡くなった。『The Silver Lining』は2006年7月11日に、ソウル・アサイラムにとっては前作『Candy from a Stranger』から8年ぶりに発売された。
2005年の終わりに、ガンズ・アンド・ローゼズとリプレイスメンツのベーシストだったトミー・スティンソンと、プリンスのドラマーだったマイケル・ブランドが、ソウル・アサイラムへ加入した。2006年後半には、『The Silver Lining』のために全米ツアーを行った。2006年11月から12月にかけて、チープ・トリックの全米ツアーのオープニング・アクトを務めた。2007年3月10日、ソウル・アサイラムはシンディ・ローパー、ミント・コンディション、ライフハウスとともに、レゲエ・バンドのイプソ・ファクトのリーダであるウェイン・マクファーレンの腎臓移植のためのチャリティ・コンサートに参加した。
バンド・メンバーであるトミー・スティンソンは、2006年から2007年にはガンズ・アンド・ローゼズのツアーに帯同したため、一時的にスティンソンの代わりにジョージ・スコット・マッケルヴィーが補充された。2010年のガンズ・アンド・ローゼズのワールド・ツアーのときは、ピート・ドネリーが補充された。

## メンバー

### 現在のメンバー
- デイヴ・パーナー (Dave Pirner) - ヴォーカル、ギター (1983年-)
- マイケル・ブランド (Michael Bland) - ドラム (2005年-)
- ウィンストン・ロイ (Winston Roye) - ベース (2012年-)
- ライアン・スミス (Ryan Smith) - ギター (2016年-)

### 元メンバー
- ダン・マーフィー (Dan Murphy) - ギター (1983年 - 2012年)
- カール・ミュラー (Karl Mueller) - ベース (1983年 - 2005年) ※2005年死去
- パット・モーリー (Pat Morley) - ドラム (1983年 - 1984年)
- グラント・ヤング (Grant Young) - ドラム (1984年 - 1995年)
- スターリン・キャンベル (Sterling Campbell) - ドラム (1992年、1995年 - 1998年)
- ジョーイ・ハフマン (Joey Huffman) - キーボード (1993年 - 1997年、2003年 - 2006年)
- イアン・マシングトン (Ian Mussington) - ドラム (1998年 - 2005年)
- トミー・スティンソン (Tommy Stinson) - ベース (2005年 - 2012年)
- ジャスティン・シャーボノ (Justin Sharbono) - ギター (2012年 - 2016年)

## ディスコグラフィ

### アルバム
- Say What You Will, Clarence...Karl Sold The Truck (1984年)
- Made To Be Broken (1986年)
- While You Were Out (1986年)
- Hang Time (1988年)
- And the Horse They Rode In On (1990年)
- Grave Dancers Union (1992年) [3x プラチナ]
- レット・ユア・ディム・ライト・シャイン - Let Your Dim Light Shine (1995年) [プラチナ]
- キャンディ・フロム・ア・ストレンジャー - Candy from a Stranger (1998年)
- ザ・シルバー・ライニング - The Silver Lining (2006年)[2]
- Delayed Reaction (2012年)[11]
- Change of Fortune (2016年)[12]
- Hurry Up and Wait (2020年)

### コンピレーション
- ブラック・ゴールド／ソウル・アサイラム・グレイテスト・ヒッツ
Black Gold: The Best Of Soul Asylum （2000年）[13]